# ピカソ美術館 (アンティーブ)
ピカソ美術館（ピカソびじゅつかん、仏：Musée Picasso）は、フランス南部の地中海沿いの都市アンティーブにある美術館。アンティーブ・ピカソ美術館（アンティーブ・ピカソびじゅつかん、仏：Musée Picasso d'Antibes）ともいう。

## 概要
ピカソ美術館は、フランス南部プロヴァンス＝アルプ＝コート・ダジュール地域圏のアルプ＝マリティーム県にある都市アンティーブにある市立美術館。アンティーブ旧市街の海寄りに位置しており、地中海を見下ろすことができる。画家パブロ・ピカソの作品が中心だが、ピカソ以外にも現代美術の秀作を数多く収蔵している。
建物は「グリマルディ城」と呼ばれ、17世紀にこの地域で勢力を誇っていたグリマルディ家の城砦であった。城砦は、1928年以降は、市立博物館として使用された 。1946年9月半ばから11月半ばまでの2月間、ピカソはこの建物にアトリエを構え、数々の作品を生み出した 。彼はアトリエを去る際、市当局に対して、この地で製作した作品の大半を「永久貸与」したが 、このことがきっかけとなり、1966年、ピカソ美術館の開館が実現した。2006年1月から2008年7月にかけて大規模な改修工事が実施され、展示スペースが拡張されたほか、ピカソの作品が、彼のアトリエがあった最上階に移され、製作当時と同じ状態で鑑賞できるようになった 。
美術館には、『生きる喜び』、『ユリシーズとセイレーン』等のピカソの絵画、彫刻、陶器などのほか、ニコラ・ド・スタール、ハンス・アルトゥング、アンナ＝エヴァ・ベルグマンなどの作品が展示されている。テラスには、ジェルメーヌ・リシエやミロなどの彫刻が配置され、地中海の眺望と共に楽しむことができる 。

## 主な収蔵品

### 絵画
- ニコラ・ド・スタール 『コンサート』 - Le Concert (1955年)
- ピカソ 『アンティーブの鍵』 - Les clefs d’Antibes (1946年9月。アトリエに到着直後、ピカソが壁に直接描いた [4]。)
- ピカソ 『ガラス瓶、舌平目、水差しの静物画』 - Nature morte à la bouteille, à la soe et à l'aiguière (1946年9月)
- ピカソ 『生きる喜び』 - La joie de vivre (1946年10月-11月)
- ピカソ 『フクロウと3つのウニの静物画』 - Nature morte à la chouette et aux trois oursins (1946年11月6日)
- ピカソ 『ユリシーズとセイレーン』 - Ulysse et les sirènes (1946年-1947年9月)

### 彫刻など
- ミロ 『海の女神』 - La Déesse de la mer

## 所在地及び交通手段
- 所在地：アンティーブ市 コルディエ通り4番地 （4, rue des Cordiers, 06600 Antibes 、北緯43度34分51秒 東経7度7分42秒 / 北緯43.58083度 東経7.12833度）
- フランス国鉄 マルセイユ・ヴェンティミーリア線 アンティーブ駅下車、南東の市役所方面へ徒歩。